# Test Ljung-Boxa
Test Ljung-Boxa (niepoprawnie nazywany czasem testem Ljunga-Boxa) – nazwany na cześć Grety M. Ljung i George’a Boxa test statystyczny dla grupy współczynników autokorelacji szeregu czasowego sprawdzający, czy którykolwiek ze współczynników jest różny od zera. Zamiast testować pojedyncze autokorelacje, test sprawdza jednocześnie grupę autokorelacji, stanowi więc przykład testu portmanteau.
Test jest czasem nazywany testem Q Ljung-Boxa i jest ściśle związany z testem Boxa-Pierce’a (nazwanym na cześć George’a Boxa i Davida A. Pierce’a). W rzeczywistości statystyka testowa Ljung-Boxa została jawnie opisana w artykule, który wprowadzał statystykę Boxa-Pierce’a i od którego wzięła się nazwa tej statystyki. Statystyka testowa Boxa-Pierce’a jest w istocie uproszczoną wersją statystyki Ljung-Boxa; późniejsze badania symulacyjne wykazały słabą wydajność statystyki Boxa-Pierce’a.
Test Ljung-Boxa jest szeroko stosowany w ekonometrii i analizie szeregów czasowych. Podobną ocenę można przeprowadzić także za pomocą testu Breuscha-Godfreya i testu Durbina-Watsona.

## Definicja formalna
Hipotezy zerową i alternatywną w teście Ljung-Boxa można przedstawić w następujący sposób:
{\displaystyle H_{0}}: Autokorelacje w procesie, z którego pobierana jest próba (w populacji), wynoszą 0, zatem wszelkie niezerowe korelacje zaobserwowane w danych wynikają z losowości procesu doboru próby.
{\displaystyle H_{a}}: W procesie (w populacji) istnieją niezerowe autokorelacje.
Statystyka testowa to:
{\displaystyle Q=n(n+2)\sum _{k=1}^{h}{\frac {{\hat {\rho }}_{k}^{2}}{n-k}}}
gdzie n jest wielkością próbki, {\displaystyle {\hat {\rho }}_{k}} jest autokorelacją k-tego rzędu w próbce, a h jest liczbą testowanych autokorelacji. Przy założeniu prawdziwości {\displaystyle H_{0}} statystyka Q asymptotycznie zbiega do {\displaystyle \chi _{(h)}^{2}} (rozkładu chi-kwadrat z h stopniami swobody). Dla poziomu istotności α obszarem odrzucenia hipotezy zerowej jest:
{\displaystyle Q>\chi _{1-\alpha ,h}^{2}}
gdzie {\displaystyle \chi _{1-\alpha ,h}^{2}} to kwantyl rzędu (1 – α) rozkładu {\displaystyle \chi _{(h)}^{2}.}
Test Ljung-Boxa jest powszechnie stosowany w autoregresyjnym zintegrowanym modelu średniej ruchomej (ARIMA). Należy zauważyć, że wykorzystuje się w nim reszty dopasowanego modelu ARIMA, a nie do oryginalnego szeregu, i w takiej sytuacji testowana jest hipoteza zerowa mówiąca, że zakłócenie losowe modelu ARIMA nie wykazuje autokorelacji. Podczas testowania reszt oszacowanego modelu ARIMA należy dostosować stopnie swobody, aby odzwierciedlić estymację parametrów. Na przykład dla modelu ARIMA(p,0,q) stopnie swobody powinny wynosić {\displaystyle h-p-q}.

## Test Boxa-Pierce’a
Test Boxa-Pierce’a wykorzystuje statystykę testową:
{\displaystyle Q_{\text{BP}}=n\sum _{k=1}^{h}{\hat {\rho }}_{k}^{2},}
i ma taki sam obszar krytyczny, jak test Ljung-Boxa.
Rozkład statystyki Ljung-Boxa jest jednak bardziej zbliżony do rozkładu {\displaystyle \chi _{(h)}^{2}} niż rozkład statystyki Boxa-Pierce’a, szczególnie dla mniejszych prób.

## Test w pakietach statystycznych
- R: funkcja Box.test w pakiecie stats[7],
- Python: funkcja acorr_ljungbox w pakiecie statsmodels[8],
- Julia: testy Ljung-Boxa i Boxa-Pierce’a w pakiecie HypothesisTests[9],
- SPSS: statystyka Ljung-Boxa jest domyślnie uwzględniana w wynikach generowanych przez moduł IBM SPSS Statistics Forecasting.